# Lewis Morris (1833–1907)
Lewis Morris (ur. 23 stycznia 1833, zm. 12 listopada 1907) – walijski polityk i poeta piszący w języku angielskim. Był prawnukiem poety Lewisa Morrisa (1700-1765) i synem Lewisa Edwarda Williama Morrisa i Sophii, córki Johna Hughesa z Carmarthen. Urodził się w Penbryn. Uczył się w Sherborne School. Potem studiował w Jesus College w Oksfordzie. W 1896 otrzymał tytuł szlachecki. Startował w wyborach jako kandydat liberalny. Wydał między innymi cykl trzech tomików Songs of Two Worlds (1872, 1874 i 1875) i epos mitologiczny The Epic of Hades (1876-1877). Napisał też Gwen: a Drama in Monologue, in Six Acts (1879), The Ode of Life (1880), Songs Unsung (1883) i Gycia: a Tragedy, in Five Acts (1886). W liryce Lewisa Morrisa wyraźny jest wpływ twórczości Alfreda Tennysona.
Lewis Morris był uważany za pewnego kandydata do tytułu Poety-Laureata. Wyróżnienia tego nie otrzymał najprawdopodobniej tylko dlatego, że nie miał ślubu z matką swoich trojga dzieci.